# Oliver Risser
Pour les articles homonymes, voir Risser.
Oliver Hanjorge Risser est un footballeur international namibien né le 17 septembre 1980 à Windhoek. Il possède la double nationalité allemande par ses parents d'origine allemande.
Il joue habituellement en tant que défenseur.
Il s'est engagé en 2008 dans le club amateur de Hanovre 96 II, après quelques mois sans club.
Il a participé à la Coupe d'Afrique des nations 2008 avec l'équipe de Namibie.
Il a un frère dénommé Wilko Risser jouant aussi dans l'équipe namibienne.

## Biographie
Risser signe pour Swindon Town un contrat de deux ans  durant l'été 2011. Le 7 janvier 2013, après avoir résilié son contrat avec Swindon, il s'engage pour le restant de la saison avec le club d'Aldershot Town.